# Direct2Drive
Ne doit pas être confondu avec Device-to-device.
Pour les articles homonymes, voir D2D.
Direct2Drive (D2D) est un service de distribution en ligne de jeux vidéo pour PC par téléchargement direct lancé en 2004 par IGN. Direct2Drive fait notamment concurrence au réseau Steam de Valve Corporation, principal acteur du marché.

## Histoire
Peu après son lancement, son catalogue est constitué de plus de 1000 titres provenant de plus de 300 éditeurs. En 2009, 2010 et 2011, Direct2Drive sponsorise l'Independent Games Festival et y remet un prix spécial, le D2D Vision Award.
Le 25 mai 2011, le site est racheté par Gamefly (en), qui le renomme GameFly Digital. 3 ans plus tard, GameFly revend le site à AtGames, qui relance le site sous son nom d'origine, Direct2Drive.